# شهرك طالقاني (آبجدان)
شهرك طالقاني (بالفارسية: شهرک طالقانی) هي منطقة سكنية تقع في إيران في قسم آبجدان الريفي. يقدر عدد سكانها بـ 115 نسمة بحسب إحصاء 2016.